# Elaeoluma
Genre
Classification phylogénétique
Elaeoluma est un genre de plantes à fleurs de la famille des Sapotaceae. Ce sont des arbres ou des arbustes originaires d'Amazonie.
Ce genre compterait quatre espèces. 

## Liste d'espèces
- Elaeoluma crispa
- Elaeoluma glabrescens
- Elaeoluma nuda
- Elaeoluma schomburgkiana